# Carl B. Schlatter

Carl B. Schlatter, 1914

Carl B. Schlatter, 18 mars 1864, död 1934, schweizisk läkare.
Han studerade i Heidelberg, Wien, Paris och blev medicine doktor 1889 i Zürich. 1899 blev han extra ordinarie professor i kirurgi och fem år senare ordinarie professor i samma disciplin. Under början av första världskriget var han verksam vid tyska fångläger och militärsjukhuset i Stuttgart.
Under sitt professionella liv publicerade han ett antal vetenskapliga artiklar och böcker, han har också givit namn åt Schlatters operation och Osgood-Schlatters sjukdom (tillsammans med Robert Bayley Osgood)